# La comèdia del cistell
Cistellaria és una comèdia de Titus Maccius Plautus.
De les vint-i-una que se'n conserven, n'és la pitjor i només en tenim un centenar de versos, la majoria d'aquests lliures, però és un exemple de tots els ingredients d'una comèdia plautina: abandonament d'un infant, posterior violació, enamorament, reconeixement gràcies a les joguines o roba de la seva infantesa, recuperació del seu estatus social i matrimoni final.

## Argument
L'argument n'és: la jove Selènia va ser abandonada en néixer i és acollida per l'alcavota Melènide. S'enamora d'Alcesimarc, jove ric, però no poden casar-se per la baixa condició social d'ella. El pare d'Alcesimarc el vol casar amb la filla del seu veí, Demifó. Apareix a escena Demifó, que en la seva joventut va violar una dona amb la qual es va casar posteriorment en segones núpcies; ara el matrimoni voldria recuperar la filla perduda. Arriba el moment en què els dos enamorats estan a punt de suïcidar-se perquè no troben solució al seu problema; de cop, apareixen unes joguines dins d'una cistella i es descobreix que pertanyen a Selènia; per tant, aquesta és filla del matrimoni, recupera la seva condició de ciutadana romana i ja pot casar-se amb Alcesimarc.